# Esparron-de-Verdon
Pour les articles homonymes, voir Esparron.
Esparron-de-Verdon est une commune française, située dans le département des Alpes-de-Haute-Provence en région Provence-Alpes-Côte d'Azur.
Le nom de ses habitants est Esparronnais.

## Géographie

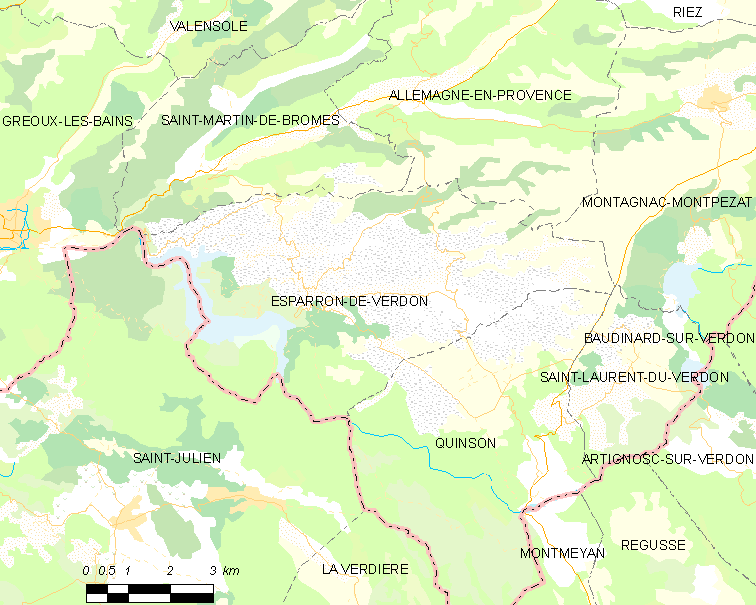
Esparron-de-Verdon et les communes voisines (Cliquez sur la carte pour accéder à une grande carte avec la légende).

Le village d’Esparron-de-Verdon est situé à 386 m d’altitude.
La commune est traversée par le sentier de grande randonnée GR4.
Les communes limitrophes d’Esparron-de-Verdon sont les suivantes : Allemagne-en-Provence, Montagnac-Montpezat, Saint-Laurent-du-Verdon, Quinson, Saint-Julien-le-Montagnier (Var), Saint-Martin-de-Brômes.

### Hydrographie
Le Verdon  traverse la commune, ainsi que certains de ses affluents :
- le Ravin d'Albiosc [5], rivière de 7,3 km,
- le Ravin de Vauclare[6], cours d'eau de 3,5 km,
- le Vallon de la Galerie[7],
- le Ravin du Merle[8], ruisseau d'1,0 km coulant uniquement sur la commune d'Esparron-de-Verdon.

### Transports

#### Services autocars

##### Lignes intercommunales
Le village est relié par deux lignes intercommunales, réseau Trans'Agglo :
| Ligne | Parcours |
| ----- | --- |
| 134   | Esparron-de-Verdon ↔ Quinson ↔ Saint-Laurent-du-Verdon ↔ Montagnac-Montpezat ↔ Riez (Transport à la demande) |
| 136   | Manosque ↔ Gréoux-les-Bains ↔ Saint-Martin-de-Brômes ↔ Esparron-de-Verdon ↔ Quinson (Ligne estivale)         |

##### Lignes scolaires
Des lignes de transports scolaires ont été mises en place pour rallier le collège de Riez. Ces lignes sont financées par la communauté d'agglomération Durance-Luberon-Verdon au travers du réseau Trans'Agglo. En plus des lignes existantes du réseau, d'autres ont été rajoutées.
| Ligne   | Tracé                        |
| ------- | ---------------------------- |
| 142 S   | Esparron-de-Verdon ↔ Riez    |
| 182 RPI | Esparron-de-Verdon ↔ Quinson |

### Environnement
La commune compte 1 600 ha de bois et forêts, soit près de la moitié de sa superficie.

### Risques naturels et technologiques
Aucune des 200 communes du département n'est en zone de risque sismique nul. Le canton de Riez auquel appartient Esparron-de-Verdon est en zone 1b (sismicité faible) selon la classification déterministe de 1991, basée sur les séismes historiques, et en zone 3 (risque modéré) selon la classification probabiliste EC8 de 2011. La commune d’Esparron-de-Verdon est également exposée à trois autres risques naturels :
- feu de forêt ;
- inondation ;
- mouvement de terrain : la commune est presque entièrement concernée par un aléa moyen à fort[12].

La commune d’Esparron-de-Verdon est également exposée à un risque d’origine technologique, celui de rupture de barrage. Deux grosses retenues sont situées en amont sur le Verdon, le barrage de Castillon et le barrage de Sainte-Croix. En cas de rupture du barrage de Castillon, une inondation de grande ampleur serait provoquée ; la rupture du barrage de Sainte-Croix, dont la retenue est à la fois plus proche et plus volumineuse serait beaucoup plus catastrophique pour Esparron. Esparron-de-Verdon serait menacé par l’onde de submersion. La rupture des barrages Gréoux et de Quinson constitue également une menace pour Esparron.
Le plan de prévention des risques naturels prévisibles (PPR) de la commune a été prescrit en 2008 pour les risques de feu de forêt, d’inondation, de mouvement de terrain et de séisme ; le Dicrim n’existe pas.
La commune a été l’objet d’un arrêté de catastrophe naturelle, en 1987 pour des inondations et des coulées de boue. L’incendie du 17 juillet 2003 détruit 820 ha de forêt, en touchant également les communes de Quinson et Saint-Laurent-du-Verdon ; le 7 août 2005, un nouvel incendie détruit 2 013 ha de forêt, en touchant également les communes de Quinson et Saint-Martin-de-Brômes. Les tremblements de terre ressentis dans la commune le sont faiblement en général.

### Climat
Pour des articles plus généraux, voir Climat de Provence-Alpes-Côte d'Azur et Climat des Alpes-de-Haute-Provence.
En 2010, le climat de la commune est de type climat méditerranéen altéré, selon une étude du Centre national de la recherche scientifique s'appuyant sur une série de données couvrant la période 1971-2000. En 2020, Météo-France publie une typologie des climats de la France métropolitaine dans laquelle la commune est exposée à un climat méditerranéen et est dans la région climatique Provence, Languedoc-Roussillon, caractérisée par une pluviométrie faible en été, un très bon ensoleillement (2 600 h/an), un été chaud (21,5 °C), un air très sec en été, sec en toutes saisons, des vents forts (fréquence de 40 à 50 % de vents > 5 m/s) et peu de brouillards.
Pour la période 1971-2000, la température annuelle moyenne est de 12,7 °C, avec une amplitude thermique annuelle de 16,6 °C. Le cumul annuel moyen de précipitations est de 767 mm, avec 6 jours de précipitations en janvier et 3,2 jours en juillet. Pour la période 1991-2020, la température moyenne annuelle observée sur la station météorologique de Météo-France la plus proche, « Valensole », sur la commune de Valensole à 11 km à vol d'oiseau, est de 13,3 °C et le cumul annuel moyen de précipitations est de 671,6 mm. 
La température maximale relevée sur cette station est de 41,1 °C, atteinte le 28 juin 2019 ; la température minimale est de −10 °C, atteinte le 4 février 2012,,.
Les paramètres climatiques de la commune ont été estimés pour le milieu du siècle (2041-2070) selon différents scénarios d'émission de gaz à effet de serre à partir des nouvelles projections climatiques de référence DRIAS-2020. Ils sont consultables sur un site dédié publié par Météo-France en novembre 2022.

## Urbanisme

### Typologie
Au 1er janvier 2024, Esparron-de-Verdon est catégorisée commune rurale à habitat très dispersé, selon la nouvelle grille communale de densité à 7 niveaux définie par l'Insee en 2022.
Elle est située hors unité urbaine et hors attraction des villes,.

### Occupation des sols
L'occupation des sols de la commune, telle qu'elle ressort de la base de données européenne d’occupation biophysique des sols Corine Land Cover (CLC), est marquée par l'importance des forêts et milieux semi-naturels (63,1 % en 2018), en diminution par rapport à 1990 (64,1 %). La répartition détaillée en 2018 est la suivante : 
milieux à végétation arbustive et/ou herbacée (39,8 %), forêts (22,6 %), zones agricoles hétérogènes (16,9 %), terres arables (14,8 %), eaux continentales (5,3 %), espaces ouverts, sans ou avec peu de végétation (0,8 %).
L'évolution de l’occupation des sols de la commune et de ses infrastructures peut être observée sur les différentes représentations cartographiques du territoire : la carte de Cassini (XVIIIe siècle), la carte d'état-major (1820-1866) et les cartes ou photos aériennes de l'IGN pour la période actuelle (1950 à aujourd'hui).

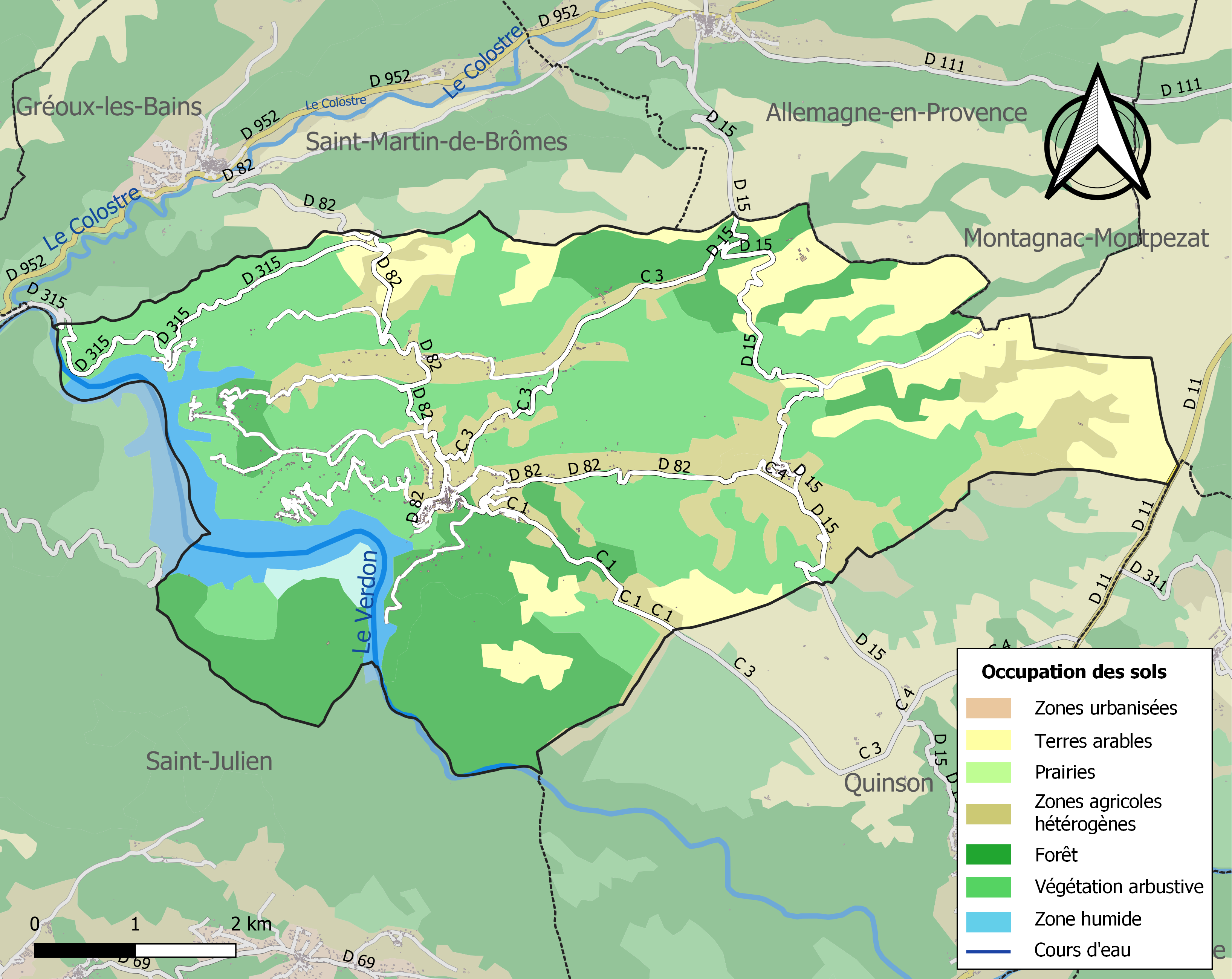
Carte de l'occupation des sols de la commune en 2018 (CLC).

## Économie

### Aperçu général
En 2009, la population active s’élevait à 155 personnes, dont 23 chômeurs (20 fin 2011). Ces travailleurs sont majoritairement salariés (84 %) et travaillent majoritairement à Esparron-de Verdon (72 %).
Le tourisme est une des activités essentielles à Esparron-de-Verdon, notamment grâce au lac de barrage sur le Verdon, avec quelques régates et autres activités nautiques. Les touristes sont accueillis dans plusieurs campings ou un camp de naturistes.

### Agriculture
Fin 2010, le secteur primaire (agriculture, sylviculture, pêche) comptait 17 établissements actifs au sens de l’Insee (exploitants non-professionnels inclus) et aucun emploi salarié.
Le nombre d’exploitations professionnelles, selon l’enquête Agreste du ministère de l’Agriculture, est de 18 en 2010. Il était de 20 en 2000, de 28 en 1988. Actuellement[Quand ?], ces exploitants sont essentiellement tournés vers les grandes cultures (dix exploitations) et la polyculture (trois fermes). De 1988 à 2000, la surface agricole utile (SAU) a fortement augmenté, de 691 ha à 1 042 ha, ce qui croisé avec la baisse du nombre des exploitations, a conduit à un doublement de leur taille moyenne (de 25 à 52 hectares). La SAU est stable depuis dix ans, à 1 031 ha.
La vigne, une des composantes de la triade méditerranéenne, est présente anciennement à Esparron-de-Verdon. Au XIXe siècle, le vin produit est destiné à la consommation locale, sa qualité permettant de le vendre sur les marchés régionaux proches. Actuellement[Quand ?], le vin est toujours d’assez bonne qualité et inclus dans le périmètre du Pierrevert (AOC).
La culture de l’olivier, autre plante symbolique des régions méditerranéennes, est pratiquée dans la commune depuis des siècles, tout en étant limitée à certains versants. Le terroir de la commune se situe en effet à la limite altitudinale de l’arbre, qui ne peut que difficilement être exploité au-delà des 650 mètres : à Esparron-de-Verdon, il s’agit des versants bien exposés des vallons entaillant le plateau de Valensole. L’oliveraie d’Esparron-de-Verdon occupait plus d’une dizaine d’hectares au début du XIXe siècle. Actuellement[Quand ?], elle a régressé mais reste relativement importante (entre 1000 et 3 500 pieds exploités).
Une coopérative de distillation de la lavande se trouve à Esparron[réf. nécessaire].

### Industrie
Fin 2010, le secteur secondaire (industrie et construction) comptait 15 établissements, employant huit salariés.

### Activités de service
Fin 2010, le secteur tertiaire (commerces, services) comptait 39 établissements (avec 13 emplois salariés), auxquels s’ajoutent les cinq établissements du secteur administratif (regroupé avec le secteur sanitaire et social et l’enseignement), salariant neuf personnes.
D'après l’Observatoire départemental du tourisme, la fonction touristique est très importante pour la commune, avec plus de cinq touristes accueillis par habitant, la capacité d'hébergement étant majoritairement marchande. Dépourvue d’hôtel, Esparron-de-Verdon possède plusieurs structures d’hébergement à finalité touristique :
- tout d’abord sept campings répartis sur toute la gamme de confort : aire naturelle de camping[43], 2 campings classés une étoile[44], trois classés deux-étoiles[45] et un classé quatre-étoile[46]. Ces campings disposent d’une capacité totale de 538 emplacements[47] ;
- et des meublés[48].

Les résidences secondaires apportent un complément appréciable à la capacité d’accueil : au nombre de 316, elles représentent plus de la moitié des logements. Parmi les résidences secondaires, 38 possèdent plus d’un logement,.

## Toponymie
La localité apparaît pour la première fois dans les textes en 1046-1066 (castrum Sparronis). Le terme occitan, qui signifie balustre ou barreau de chaise, désigne ici la falaise montagneuse proche du village,.
Le nom de l’ancienne commune d’Albiosc viendrait du peuple gaulois des Albici ; dans tous les cas, le nom dérive de l’oronyme (nom de montagne) Al-p-Fenié et Fenié 2002, p. 38.

## Histoire

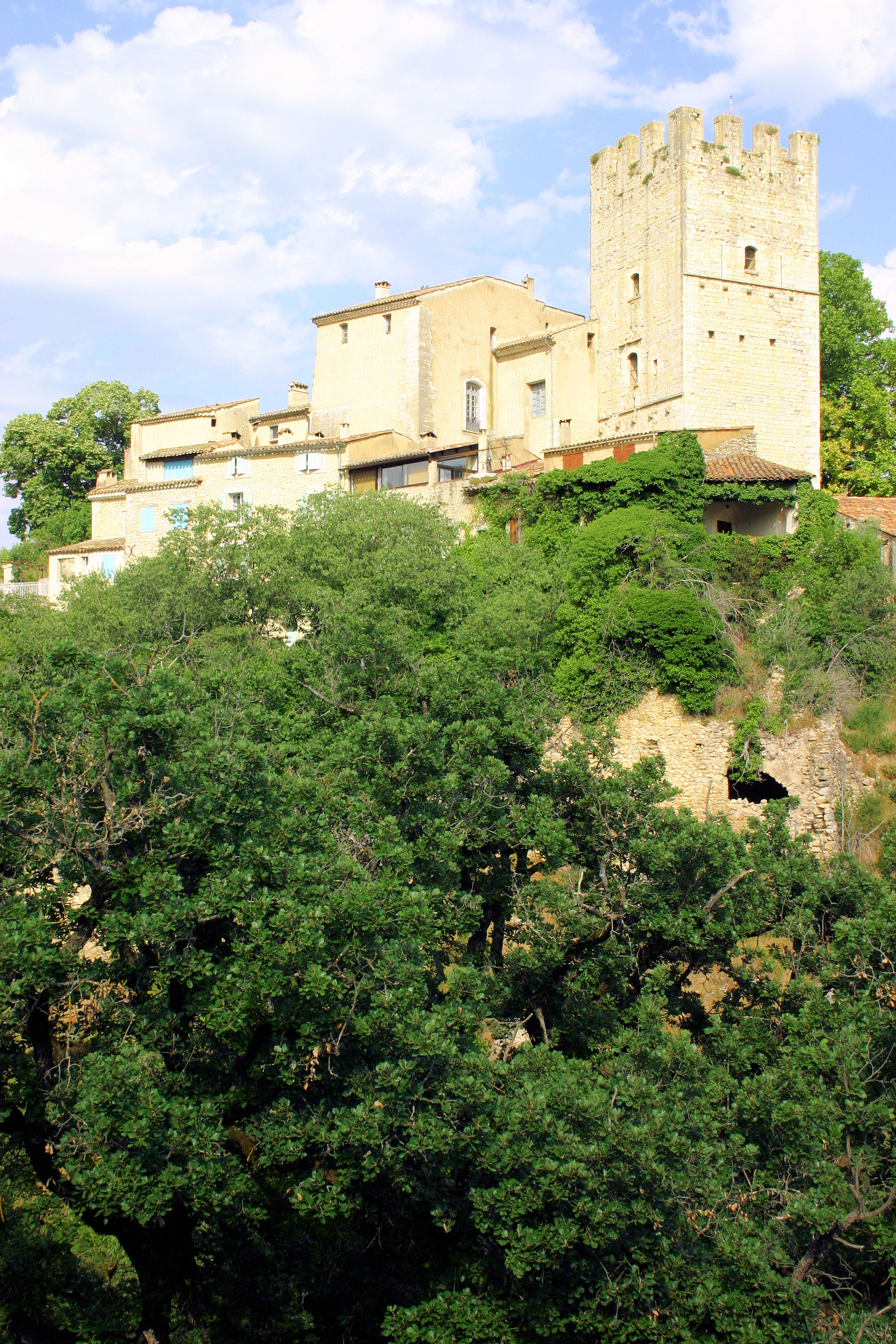
Le château.

### Préhistoire
Le territoire de la commune est fréquenté dès le paléolithique, et des vestiges datant du néolithique et de l’âge du bronze ont également été retrouvés .

### Antiquité
Avant la conquête romaine, le peuple gaulois qui vivait dans la région était appelé Albici. Il est possible, mais non certain, qu’Albiosc ait été le centre de ce peuple.

### Moyen Âge
Esparron apparaît dans les chartes au milieu du XIe siècle. À cette époque, elle a moins d’importance que sa voisine du dessus Albiosc. Celle-ci est citée en 1103 sous le nom Albiol. Fief des Castellane depuis le XIVe siècle, Albiosc comptait 63 feux en 1315 (soit deux fois plus qu’Esparron), est durement touchée par la crise du XIVe siècle. La communauté disparaît totalement : il n’y a plus aucun habitant dès 1400, et le village est toujours inhabité en 1471. En 1765, elle compte 87 habitants.
Les seigneurs et coseigneurs d’Esparron sont les abbés de Lérins (990-1259), les comtes de Provence, les Beaumont (1271-1386), les Esparron (1309-1480), et enfin les Castellane à partir de Boniface VI de Castellane (1226-1287). Les abbés de Lérins sont également seigneurs d’Albiosc à partir de 1103. L’église Saint-André d’Esparron était desservie par le chapitre de Riez, qui en percevait les revenus. Le prieur d’Albiosc avait autorité sur le prieur de Quinson qu’il nommait. En 1262, le château d’Esparron est pris par Charles d’Anjou.
L’abbaye de Lérins, outre la seigneurie sur les deux communautés, possédait le prieuré Saint-Vincent, probablement localisé au hameau Saint-Vincent dans le ravin de Bellioux. Ce prieuré disparaît à une époque inconnue, probablement durant la guerre de Cent Ans. Une autre église existait au hameau Saint-Marcel.
Sur le plan administratif, les communautés d’Esparron et d’Albiosc relevaient de la viguerie de Moustiers.

### Révolution française
Le château appartient toujours à la famille de Castellane. Il a été vendu comme bien national lors de la Révolution française : un ami de la famille le racheta et le leur remit ensuite. Durant la Révolution, la commune compte une société patriotique, créée après la fin de 1792.

### Époque contemporaine
Le coup d'État du 2 décembre 1851 commis par Louis-Napoléon Bonaparte contre la Deuxième République provoque un soulèvement armé dans les Basses-Alpes, en défense de la Constitution. Après l’échec de l’insurrection, une sévère répression poursuit ceux qui se sont levés pour défendre la République : 13 habitants d’Esparron-de-Verdon et six d’Albiosc sont traduits devant la commission mixte, la majorité étant condamnés à la déportation en Algérie.
Au XIXe siècle, Albiosc est l’une des dernières communes de la région à ne pas s’être dotée d’une école : lors de l’enquête de 1863, elle est parmi les 17 communes du département (sur 245) à ne pas en posséder. Au même moment, Esparron-de-Verdon en entretenait une, destinée aux garçons (mais ne s’était pas doté d’une école de filles, obligatoire seulement pour les communes de plus de 800 habitants). La commune d’Albiosc construit son école au moment des lois Jules Ferry.
Au début de l’année 1944, le maquis, en l’occurrence la 1re compagnie Francs-tireurs et partisans (FTP), se ravitaille dans la commune, début 1944. Le 1er mai 1943, les FTP du détachement Battaglia sabotent la ligne à haute tension,.
La commune fusionne avec Albiosc en 1973.

## Héraldique
| Blason de Esparron-de-Verdon | Blason  | De gueules à la bande d’argent chargée d’une épée d’or dans son fourreau de sable. |
| Blason de Esparron-de-Verdon | Détails | Le statut officiel du blason reste à déterminer.                                   |

## Politique et administration

### Intercommunalité
Esparron-de-Verdon fait partie :
- de 2009 à 2013, de la communauté de communes Luberon Durance Verdon ;
- depuis le 1er janvier 2013, de la communauté d'agglomération Durance Luberon Verdon.

### Municipalité

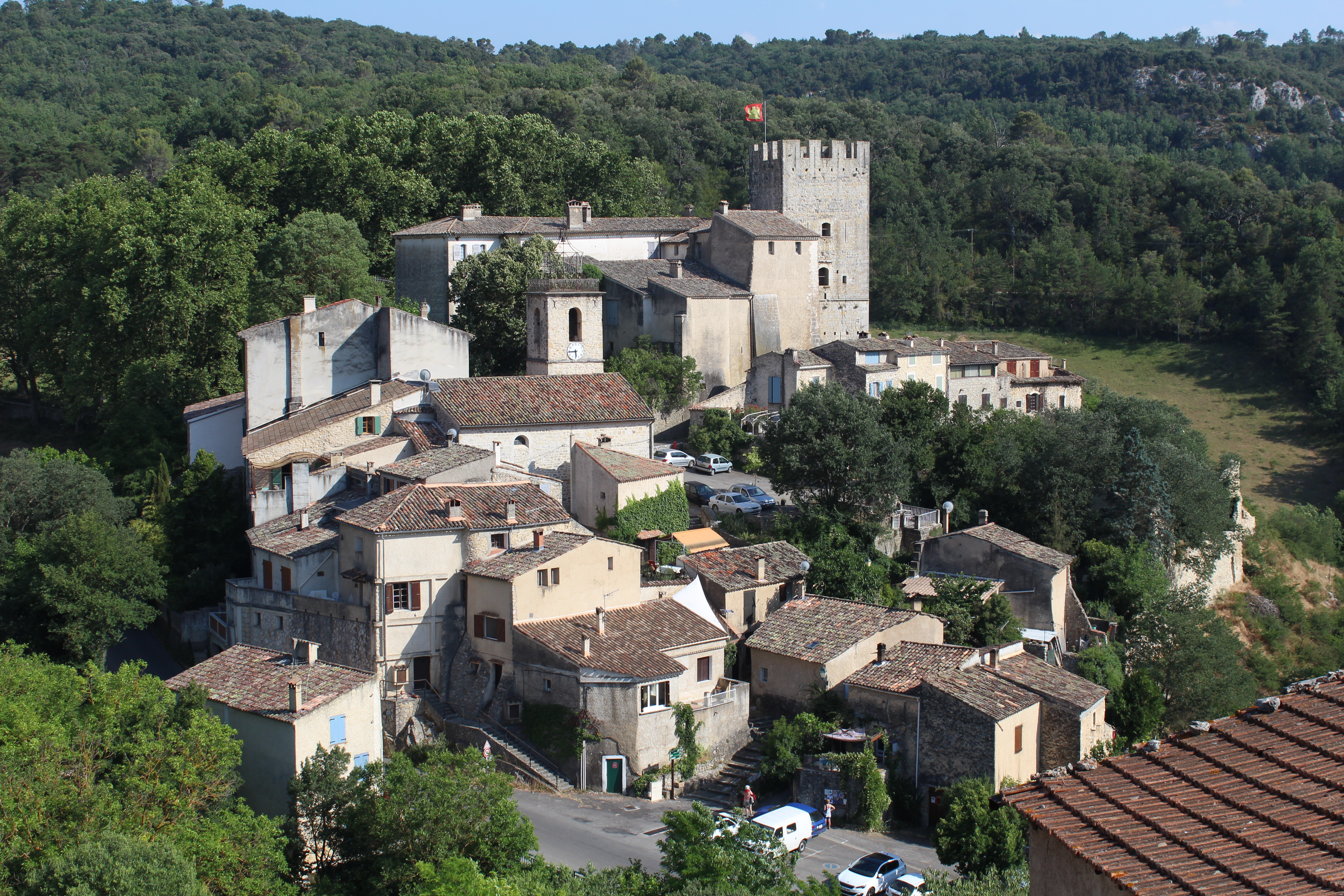
Le village.

| Période                                  | Période                       | Identité        | Étiquette | Qualité                                             |
| ---------------------------------------- | ----------------------------- | --------------- | --------- | --------------------------------------------------- |
| mai 1945                                 |                               | Marius Burle    | Résistant | ancien Résistant, se présente sous cette étiquette. |
|                                          |                               |                 |           |                                                     |
| mars 1995                                | mars 2001                     | Jacques Mercier |           |                                                     |
| mars 2001                                | mars 2008                     | Stanis Matheron | PS        |                                                     |
| mars 2008                                | 2014                          | Gérard Burle    |           |                                                     |
| avril 2014                               | En cours (au 21 octobre 2014) | Guy Burle       | DVG       | Retraité                                            |
| Les données manquantes sont à compléter. |                               |                 |           |                                                     |

### Budget et fiscalité 2016
En 2016, le budget de la commune était constitué ainsi :
- total des produits de fonctionnement : 817 000 €, soit 1 905 € par habitant ;
- total des charges de fonctionnement : 701 000 €, soit 1 634 € par habitant ;
- total des ressources d’investissement : 125 000 €, soit 292 € par habitant ;
- total des emplois d’investissement : 162 000 €, soit 377 € par habitant.
- endettement : 117 000 €, soit 293 € par habitant.

Avec les taux de fiscalité suivants :
- taxe d’habitation : 4,24 % ;
- taxe foncière sur les propriétés bâties : 13,62 % ;
- taxe foncière sur les propriétés non bâties : 40,07 % ;
- taxe additionnelle à la taxe foncière sur les propriétés non bâties : 0,00 % ;
- cotisation foncière des entreprises : 0,00 %.

Chiffres clés Revenus et pauvreté des ménages en 2014 : Médiane en 2014 du revenu disponible, par unité de consommation : 19 488 €.

### Entreprises et commerces

#### Agriculture
- Coopérative vinicole de L'Esparronnaise[73].

### Environnement et recyclage
La collecte et traitement des déchets des ménages et déchets assimilés et la protection et mise en valeur de l'environnement se font dans le cadre de la communauté d'agglomération Durance Luberon Verdon.

### Jumelages
| Esparron-de-Verdon Bad Krozingen |

- Bad Krozingen  (Allemagne) depuis 1985[74]

## Démographie

### Esparron-de-Verdon
L'évolution du nombre d'habitants est connue à travers les recensements de la population effectués dans la commune depuis 1765. Pour les communes de moins de 10 000 habitants, une enquête de recensement portant sur toute la population est réalisée tous les cinq ans, les populations de référence des années intermédiaires étant quant à elles estimées par interpolation ou extrapolation. Pour la commune, le premier recensement exhaustif entrant dans le cadre du nouveau dispositif a été réalisé en 2007.

En 2022, la commune comptait 382 habitants, en évolution de −5,91 % par rapport à 2016 (Alpes-de-Haute-Provence : +2,84 %, France hors Mayotte : +2,11 %).
| 1765 | 1793 | 1800 | 1806 | 1821 | 1831 | 1836 | 1841 | 1846 |
| ---- | ---- | ---- | ---- | ---- | ---- | ---- | ---- | ---- |
| 581  | 384  | 510  | 519  | 542  | 509  | 506  | 439  | 427  |

| 1851 | 1856 | 1861 | 1866 | 1872 | 1876 | 1881 | 1886 | 1891 |
| ---- | ---- | ---- | ---- | ---- | ---- | ---- | ---- | ---- |
| 427  | 410  | 386  | 465  | 376  | 371  | 367  | 312  | 293  |

| 1896 | 1901 | 1906 | 1911 | 1921 | 1926 | 1931 | 1936 | 1946 |
| ---- | ---- | ---- | ---- | ---- | ---- | ---- | ---- | ---- |
| 272  | 231  | 235  | 207  | 170  | 155  | 157  | 159  | 124  |

| 1954 | 1962 | 1968 | 1975 | 1982 | 1990 | 1999 | 2006 | 2007 |
| ---- | ---- | ---- | ---- | ---- | ---- | ---- | ---- | ---- |
| 86   | 65   | 81   | 118  | 206  | 290  | 312  | 413  | 427  |

| 2012 | 2017 | 2022 | - | - | - | - | - | - |
| ---- | ---- | ---- | - | - | - | - | - | - |
| 422  | 398  | 382  | - | - | - | - | - | - |

| 1315    | 1471   |
| ------- | ------ |
| 36 feux | 8 feux |

L’histoire démographique d’Esparron-de-Verdon est marquée par une période d’« étale » où la population reste assez stable à un niveau élevé. Cette période dure de 1800 à 1836. Elle est suivie d’un mouvement de diminution assez rapide. Peu après 1896, la commune avait perdu plus la moitié de sa population de 1836, la baisse se poursuivant jusqu’en 1962 avec 88 % de perte. Depuis, la population est partie très rapidement dans un mouvement inverse, qui a comblé en un demi-siècle les deux-tiers des pertes enregistrées pendant 126 ans.

### Albiosc
| 1315    | 1400     | 1471     | 1765 | 1793 | 1800 | 1806 | 1821 | 1831 |
| ------- | -------- | -------- | ---- | ---- | ---- | ---- | ---- | ---- |
| 63 feux | inhabité | inhabité | 87   | 100  | 81   | 81   | 83   | 91   |

| 1836 | 1841 | 1846 | 1851 | 1856 | 1861 | 1866 | 1872 | 1876 |
| ---- | ---- | ---- | ---- | ---- | ---- | ---- | ---- | ---- |
| 113  | 98   | 96   | 106  | 99   | 90   | 89   | 79   | 69   |

| 1881 | 1886 | 1891 | 1896 | 1901 | 1906 | 1911 | 1921 | 1926 |
| ---- | ---- | ---- | ---- | ---- | ---- | ---- | ---- | ---- |
| 76   | 86   | 85   | 84   | 65   | 65   | 45   | 32   | 43   |

| 1931 | 1936 | 1946 | 1954 | 1962 | 1968 | 2006 | 2011 | 2016 |
| ---- | ---- | ---- | ---- | ---- | ---- | ---- | ---- | ---- |
| 32   | 28   | 28   | 28   | 23   | 22   | 40   | 38   | 39   |

L’histoire démographique d’Albiosc contraste avec celle d’Esparron : alors que la communauté était deux fois plus importante au début du XIVe siècle, elle est intégralement détruite par la crise de la deuxième moitié du siècle : Grande Peste et guerre de Cent Ans. Elle reste abandonnée au XVe siècle alors que sa voisine se repeuple, faiblement.
Ensuite, si elle est repeuplée au XVIIIe siècle, elle est cinq fois moins peuplée qu’Esparron, et surtout trois fois moins que cinq cents ans plus tôt. L’ensemble des deux communes est par contre plus peuplé en 1765 qu’en 1315. Alors que l’exode rural a déjà commencé à Esparron, la population d’Albiosc connaît sa période d’« étale » de 1836 à 1856. Le mouvement de dépopulation qui suit est sensiblement aussi rapide à Albiosc qu’à Esparron : en 1911, la commune a perdu la moitié de sa population par rapport au maximum de 1836. La baisse se poursuivant jusqu’aux années 1960, Albiosc est fusionné avec Esparron, qui avait déjà entamé son renouveau démographique.

## Lieux et monuments
L’aven Vauclare contient un puits à offrandes datant de l’âge du bronze.
Le château d'Esparron-de-Verdon, construit par les Castellane, possède un donjon carré du XIIIe siècle, aux étages voûtés en berceau. Le sommet est crénelé et équipé d’archères d’angle, , classé monument historique. Six corps de logis encadrent le donjon, dont un datant du XVe siècle (style Louis XII ), sa façade a été refaite sous Louis XIV. Un autre logis porte la date de 1780 . Le donjon est classé monument historique, les toitures et les logis sont inscrits.
L’église d'Esparron-de-Verdon est placée sous le vocable de saint André,. Lorsque le prieuré de l’abbaye de Lérins disparaît, on ajoute son titulaire, saint Vincent, à celui de l’église paroissiale qui est également sous le patronage de sainte Marie-Madeleine,. L'édifice est de style roman, avec des reprises du XVIIe siècle. Le campanile est disposé directement sur un rocher. À Albiosc, l’église Saint-Pierre-ès-Liens a été agrandie au XVIIIe siècle. L’horloge date de 1758 selon Raymond Collier, de 1723 selon la DRAC ; elle est classée, comme le tableau du retable représentant la mort de saint Joseph (XVIIe siècle).
L’ancienne église paroissiale d’Albiosc est placée sous le vocable de Saint-Pierre-ès-Liens.
La chapelle Sainte-Madeleine, ancienne chapelle Notre-Dame, est située à l’est du village et la chapelle Sainte-Anne se trouve dans le village.
Le monument aux morts se trouve dans le cimetière,.
L’écomusée de la Vie d’antan ne fonctionne plus.
L'ancien canal du Verdon.

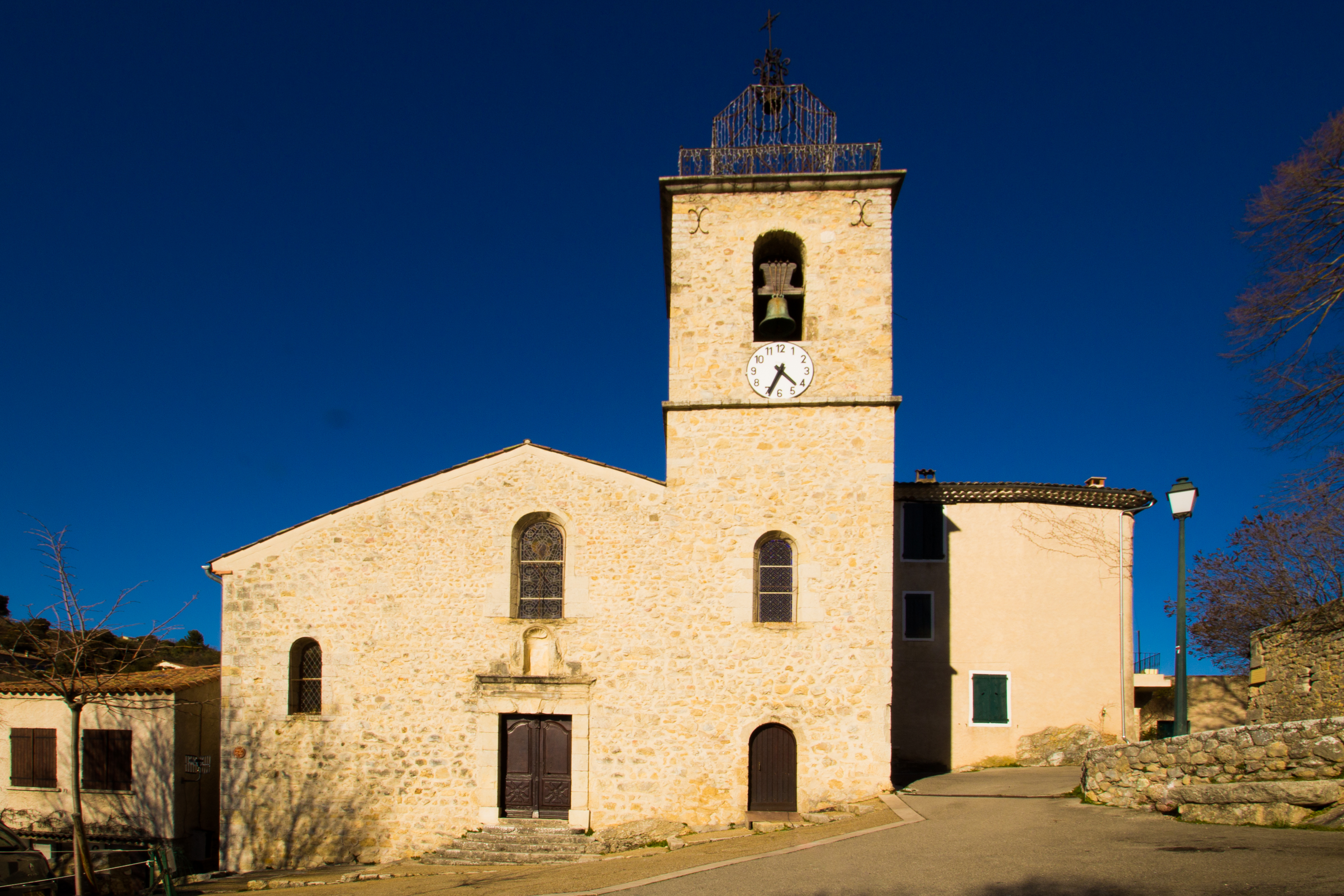
L'église.
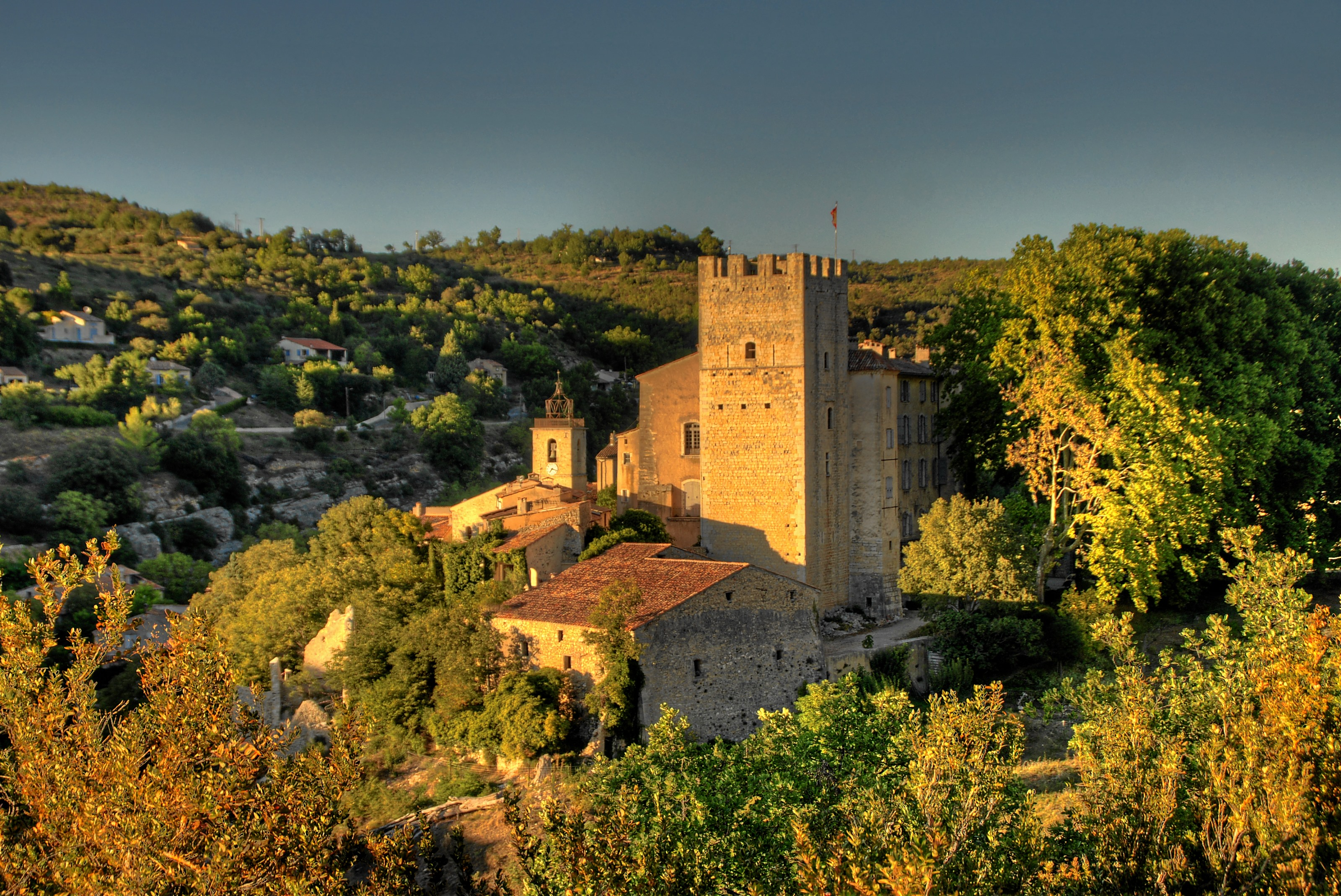
Le château.
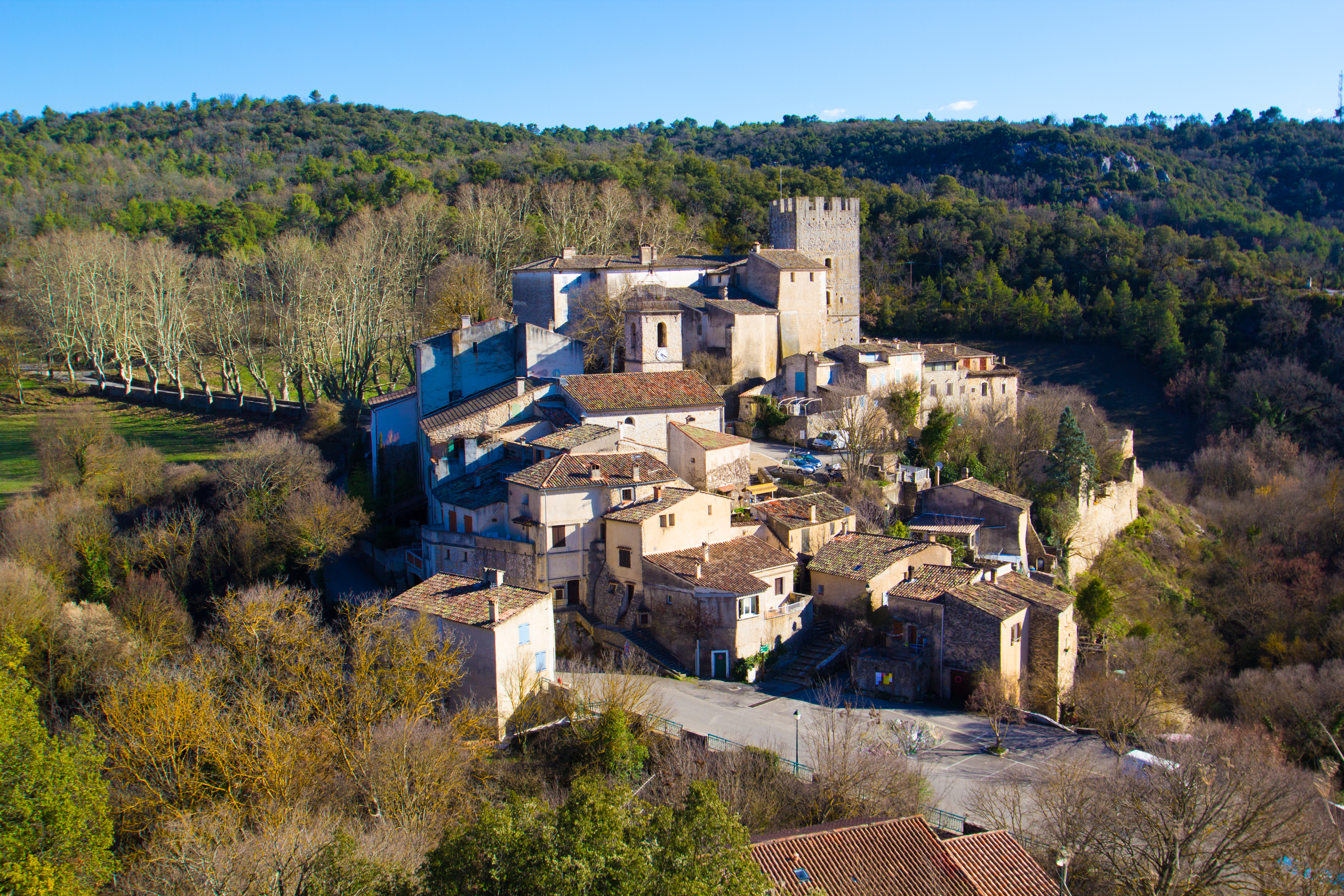
Le vieux village.
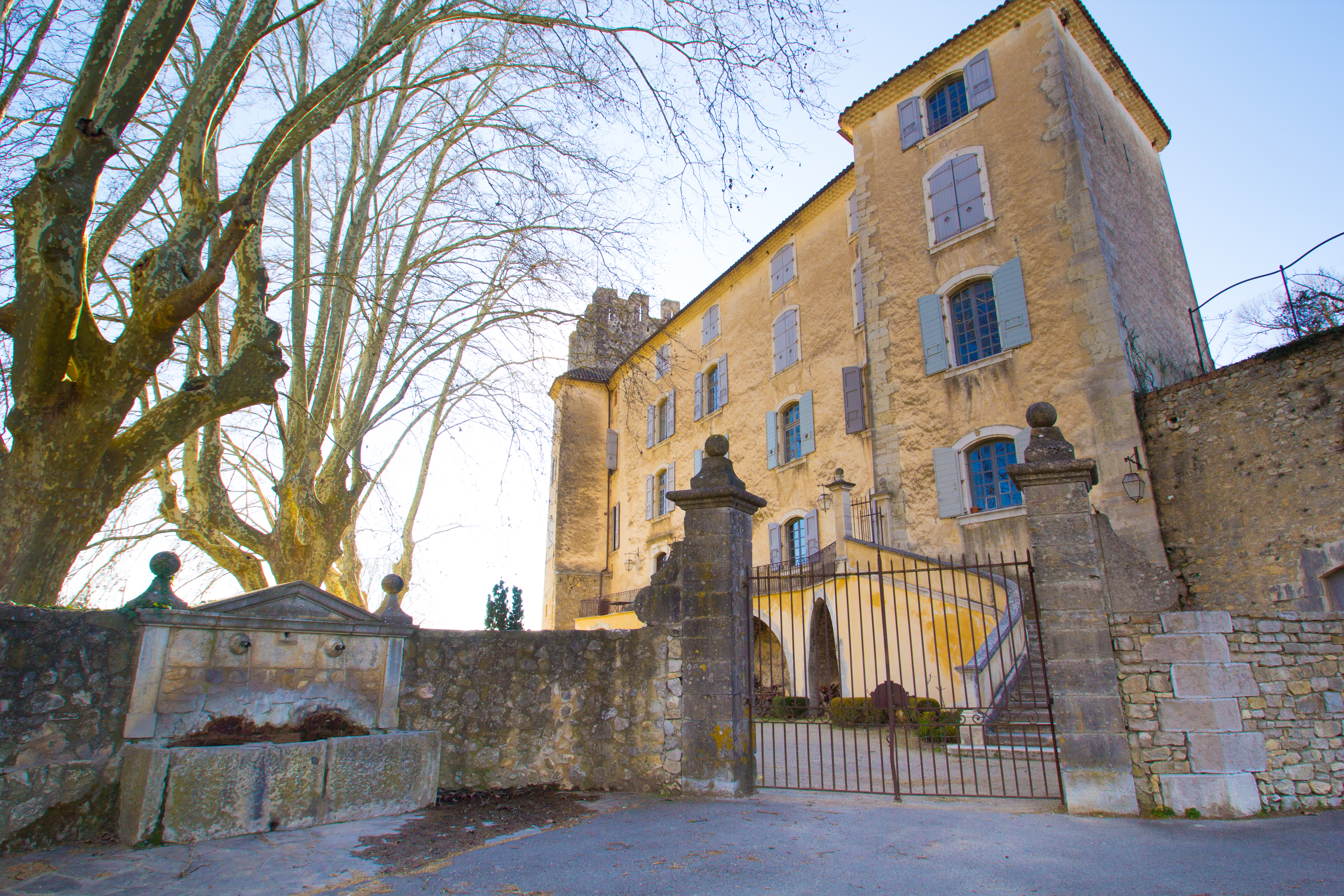
Le château.
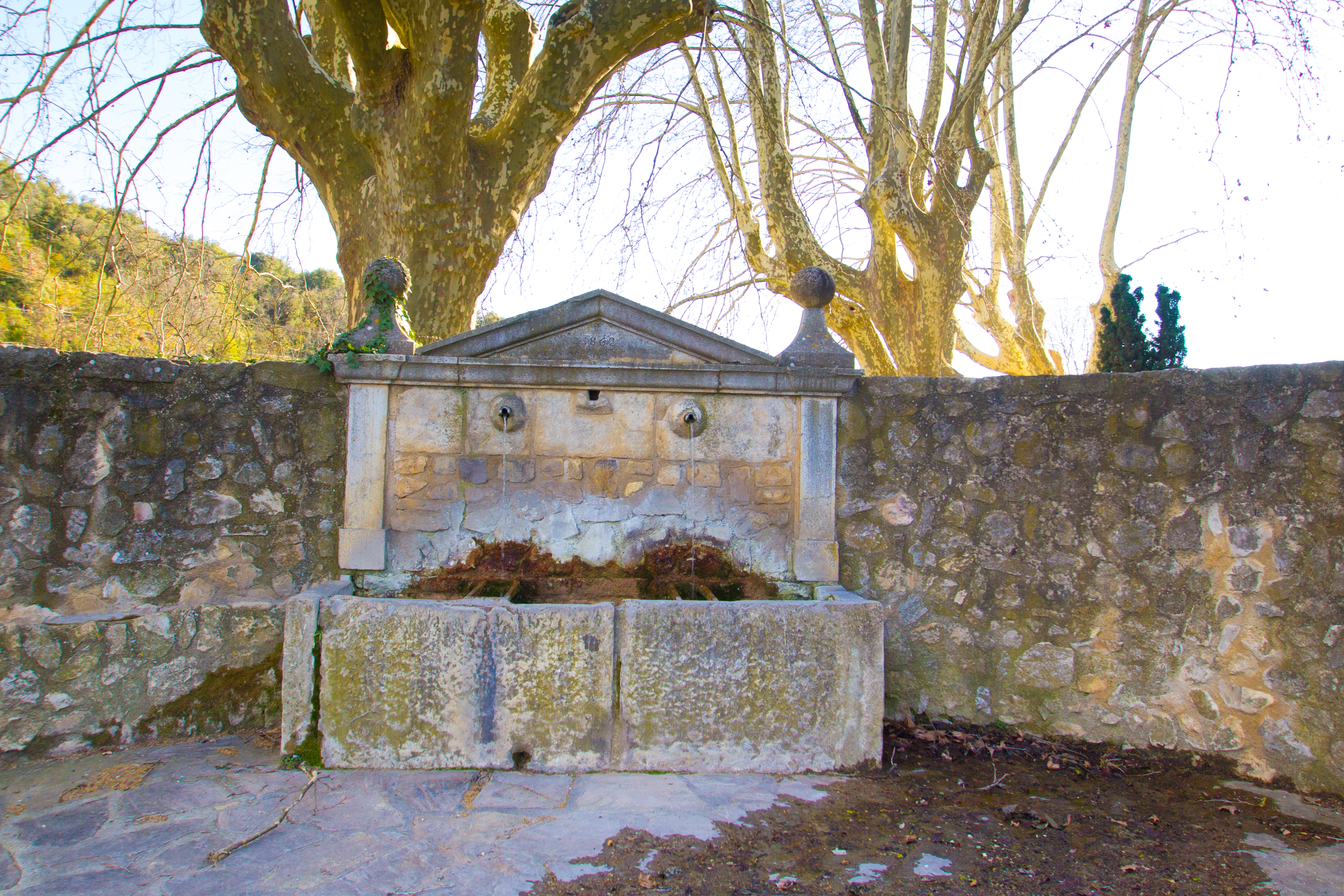
La fontaine du château.
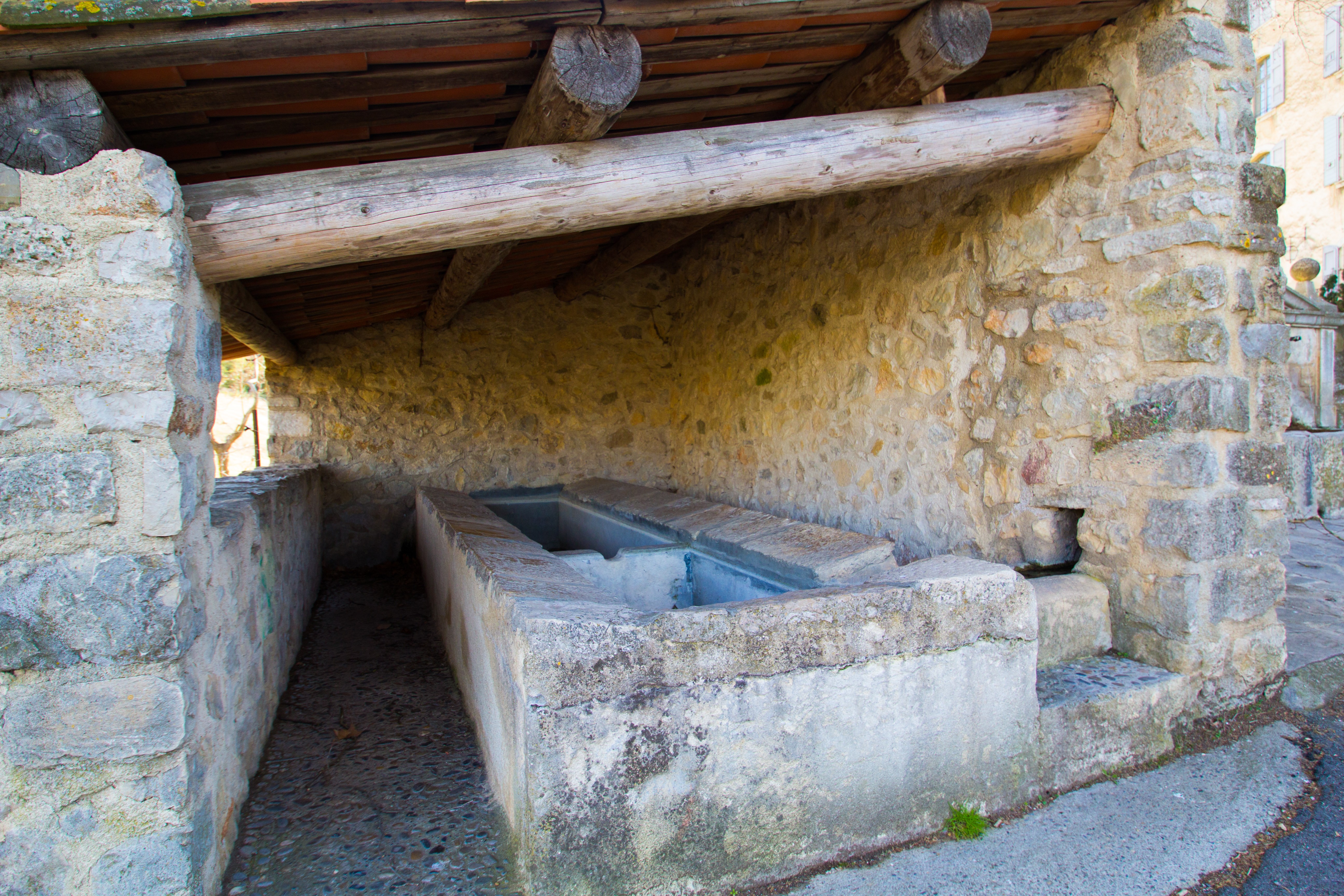
Le lavoir du château.
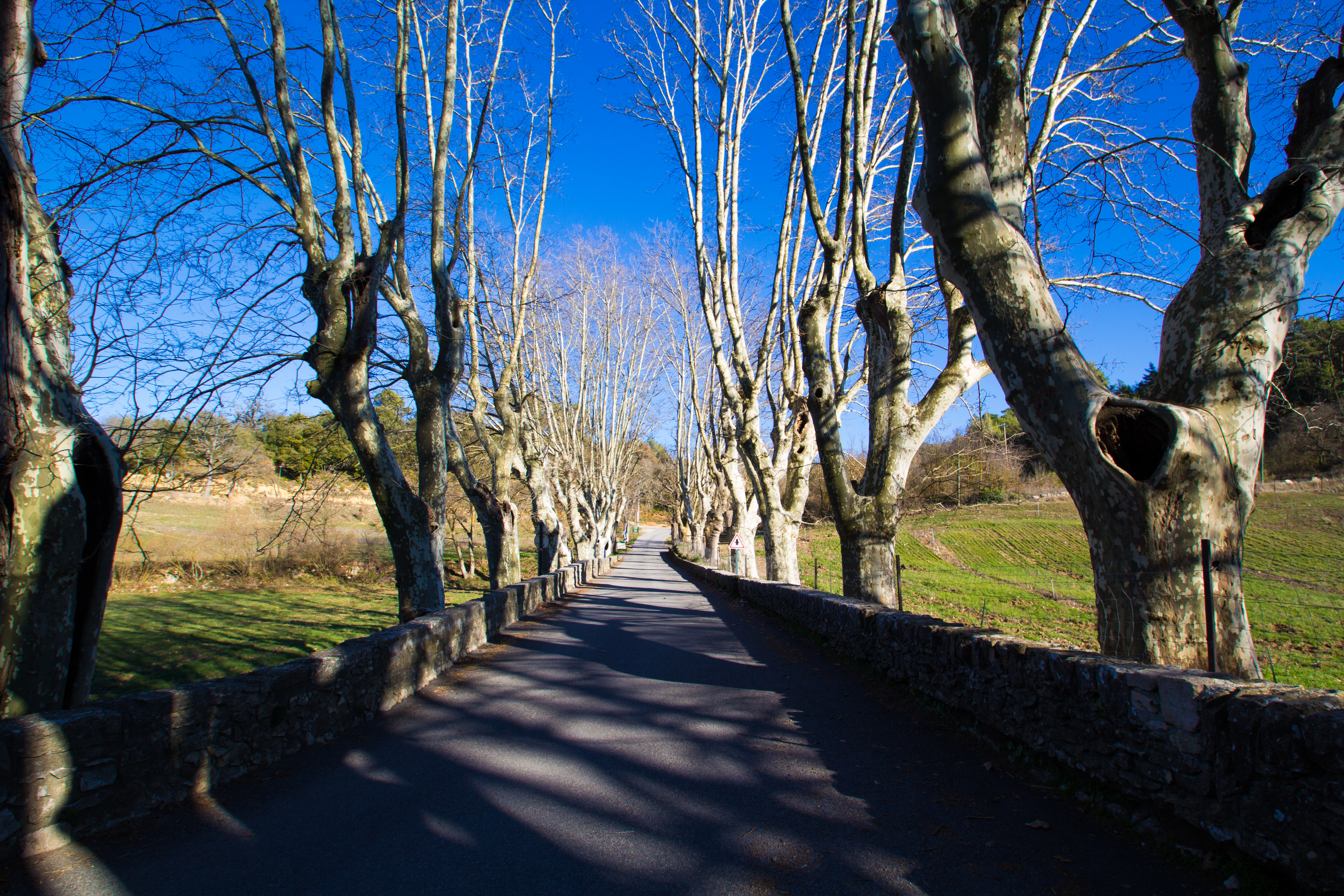
L'allée du château.
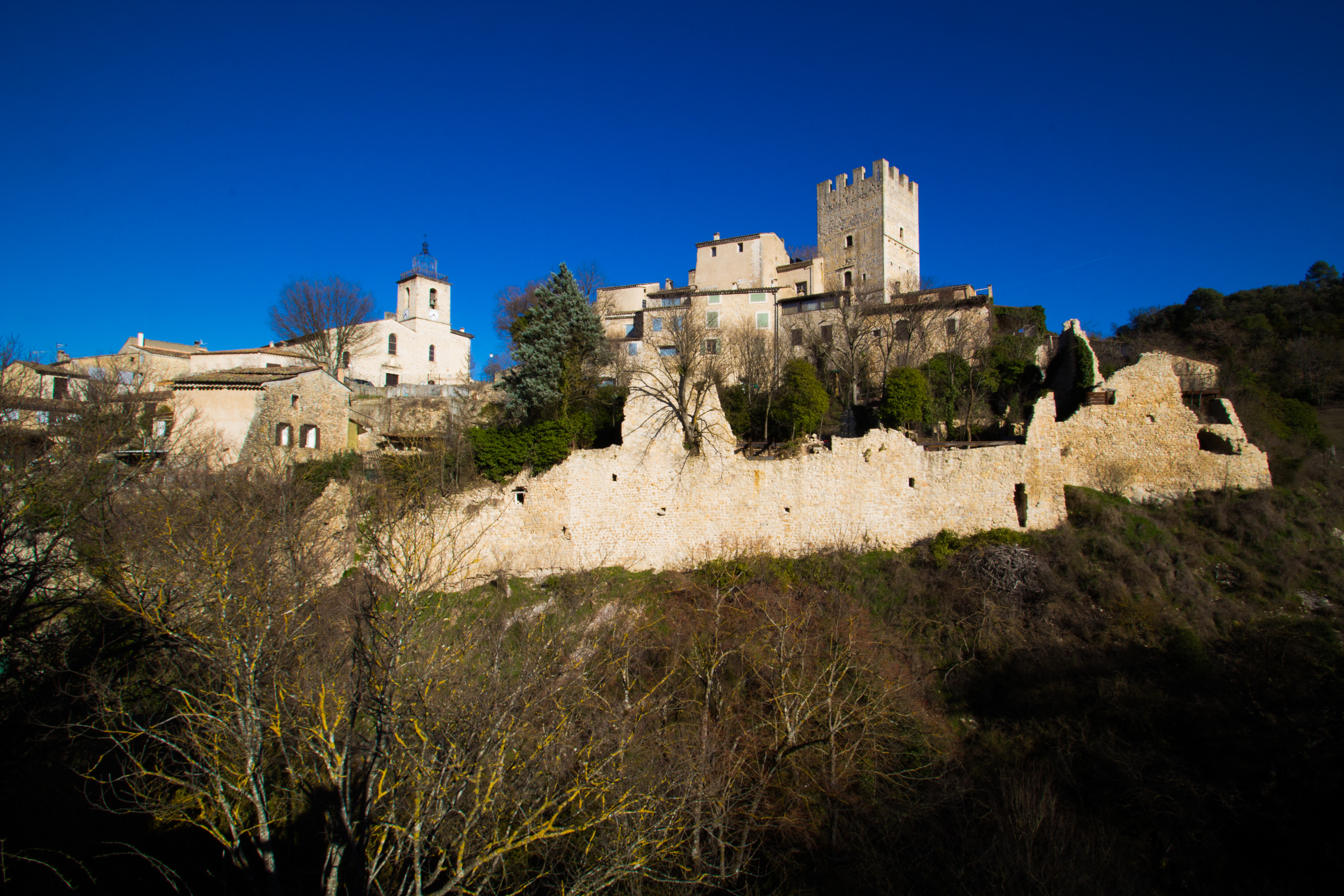
Le château et l'église.
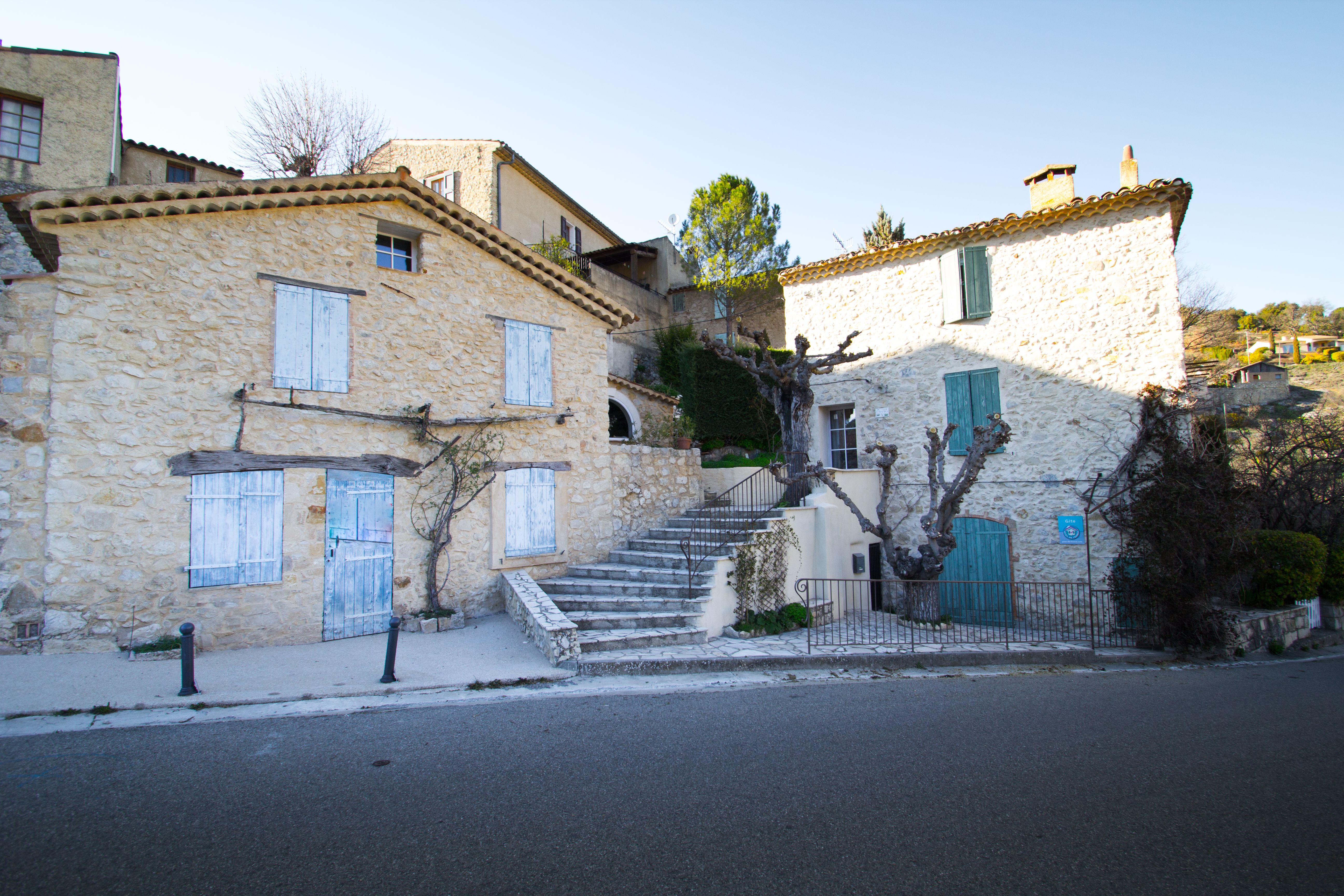
Une maison du vieux village.

## Personnalités liées à la commune
- Bernard de Castellane-Esparron (comte)[92]
- L'actuel propriétaire du château est le comte Bernard de Castellane-Esparron, qui hérita de la demeure à la suite d'une donation de son oncle Louis Provence de Castellane-Esparron en 1989. Le comte Bernard et son épouse Charlotte-Anne, fille de John Scott (9e duc de Buccleuch) ont transformé le château en chambres d'hôtes[93].
- Philibert (Jules, Valentin), personne morte en déportation.

## Esparron-de-Verdon et le cinéma
En 2015, le village et le lac ont servi de décor à certaines scènes de la série TV Le Mystère du lac.